# Ищукова, Лидия Петровна
Лидия Петровна Ищукова (17 марта 1925, Волынская губерния — 5 августа 2013, Иркутск) — доктор геолого-минералогических наук (1980), заслуженный геолог РСФСР (1979). Лауреат Ленинской премии.

## Биография
В 1942 г. поступила в Иркутский университет на геологический факультет, на пятом курсе перевелась в МГУ, который окончила в 1947 году.
Работала в Сосновской экспедиции (ГП «Сосновгеология»), а с 1993 года (после реорганизации) — на ФГУГП «Читагеологоразведка».
Участвовала в открытии месторождений урана, флюорита, свинца, цинка, олова, и других полезных ископаемых в Забайкалье.
В Краснокаменске её именем названа улица в центре города.

## Награды и звания
- Кандидат (1966) и доктор (1980) геолого-минералогических наук.

- Ленинская премия (1970) — за участие в открытии Стрельцовского месторождения урана.
- Орден Ленина (1974);
- Орден Трудового Красного Знамени (1966);
- Медали;
- Заслуженный геолог РСФСР (1979);
- «Почётный разведчик недр»;
- «Отличник разведки недр»;
- Почётный гражданин г. Краснокаменск (1994).

Занесена в Книгу Трудовой Славы Министерства геологии СССР